# Bonaventura Cano y Torrente
Bonaventura Cano y Torrente OdeM (* 14. Juli 1779 in Nora, Asturien; † 4. August 1838 in Rom) war ein asturischer Geistlicher und Kurienbischof.

## Leben
Bonaventura Cano y Torrente, italienisch Buenaventura Cano y Torrente trat in die Ordensgemeinschaft der Mercedarier ein und empfing am 17. Dezember 1803 die Priesterweihe für diesen Orden. Er lehrte Philosophie, zunächst in Salamanca, ab 1821 in Valencia und wurde Inquisitor von Murcia. Nachdem er zum Prokurator und Generalvikar seiner Ordensgemeinschaft gewählt worden war, trat er am 3. Juli 1827 als Konsultor der Kongregation des Heiligen Offiziums in den Dienst der Kurie.
Papst Gregor XVI. ernannte ihn am 29. Juli 1833 unter Beibehaltung aller Funktionen im Mercedarier-Orden zum Titularbischof von Magydus und am 6. Dezember desselben Jahres zum Päpstlichen Thronassistenten. Die Bischofsweihe spendete ihm am 16. Februar 1834 in Rom Kardinal Giacinto Placido Zurla OSB; Mitkonsekratoren waren Erzbischof Antonio Luigi Piatti und Bischof Giovanni Battista Sartori Canova. Am 11. September 1834 wurde Bonaventura Cano y Torrente zudem zum Konsultor der Kongregation für die Bischöfe und Regularen berufen.